# Joniska talbeteckningssystemet
Det joniska talbeteckningssystemet har använts i Grekland sedan 500-talet f.Kr. och är fortfarande i bruk, även om det främst används för ordningstal. Det är baserat på det grekiska alfabetet.

## Historia
Under 500-talet f.Kr. utvecklades vetenskapen generellt i grekiska Jonien. De joniska städerna var i förbund med Lydien, som nådde sin höjdpunkt under Krösus. När Lydien invaderades av perserna 547 f.Kr fick grekerna i Jonien även kontakt med babylonisk matematik. I regionen uppstod då en mer modern form av vetenskap, som krävde bevis istället för att bara fungera. Flera tidiga vetenskapsmän levde här, bland annat Thales från Miletos. Samtidigt utvecklades här även ett nytt talbeteckningssystem.
Trots att systemet skapades på 500-talet, tog det tid innan det kom i allmänt bruk i den hellenistiska världen. Först på 300-talet f.Kr. präglades mynt som använde systemet. Därefter tog det ytterligare ungefär 100 år innan det blev dominerande.
Endast majuskelskrift användes fram till 300-talet e.Kr. Därefter utvecklades skriften till uncialskrift och sedermera minuskelskrift. Vissa bokstäver förändrades mer än andra, kanske allra mest de rent numeriska tecknen koppa och sampi. När uncialskriften användes, förväxlades dessutom digamma med ligaturen stigma; bokstavsformerna var förvillande lika. Därför ser det moderna joniska talbeteckningssystemet något annorlunda ut än det ursprungliga.

## Struktur
Talbeteckningssystemet använde de 24 bokstäverna i det nuvarande grekiska alfabetet, samt tre äldre bokstäver för att beteckna tal. De första nio symbolerna fick då beteckna talen 1-9, nästa nio betecknade tiotalen 10-90 och de sista nio hundratalen 100-900. Ingen symbol för talet noll fanns. Talen bildades sedan additivt utifrån dessa symboler. De kunde skrivas antingen med det mest värda talet först eller sist, så ΣΛΓ och ΓΛΣ betydde båda 233. Den senare formen har dock varit ovanligare, historiskt sett, och är direkt fel i modern grekiska.
| Joniska siffror                                      | Joniska siffror | Joniska siffror | Joniska siffror  | Joniska siffror | Joniska siffror | Joniska siffror | Joniska siffror | Joniska siffror | Joniska siffror | Joniska siffror | Joniska siffror |
| ---------------------------------------------------- | --------------- | --------------- | ---------------- | --------------- | --------------- | --------------- | --------------- | --------------- | --------------- | --------------- | --------------- |
| 1                                                    | Α               | α               | Alfa             | 10              | Ι               | ι               | Jota            | 100             | Ρ               | ρ               | Rho             |
| 2                                                    | Β               | β               | Beta             | 20              | Κ               | κ               | Kappa           | 200             | Σ               | σ               | Sigma           |
| 3                                                    | Γ               | γ               | Gamma            | 30              | Λ               | λ               | Lambda          | 300             | Τ               | τ               | Tau             |
| 4                                                    | Δ               | δ               | Delta            | 40              | Μ               | μ               | My              | 400             | Υ               | υ               | Ypsilon         |
| 5                                                    | Ε               | ε               | Epsilon          | 50              | Ν               | ν               | Ny              | 500             | Φ               | φ               | Fi              |
| 6                                                    | Ϝ               | ϛ               | Digamma → Stigma | 60              | Ξ               | ξ               | Xi              | 600             | Χ               | χ               | Chi             |
| 7                                                    | Ζ               | ζ               | Zeta             | 70              | Ο               | ο               | Omikron         | 700             | Ψ               | ψ               | Psi             |
| 8                                                    | Η               | η               | Eta              | 80              | Π               | π               | Pi              | 800             | Ω               | ω               | Omega           |
| 9                                                    | Θ               | θ               | Theta            | 90              | Ϙ               | ϟ               | Koppa           | 900             | Ϡ               | ϡ               | Sampi           |
| Klassiska siffror som versaler, moderna som gemener. |                 |                 |                  |                 |                 |                 |                 |                 |                 |                 |                 |

### Tal över 999

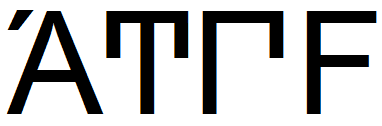
Talet 1986 med joniska siffror i klassisk stil med versaler, T-format sampi, äldre variant av pi samt digamma.

Tyvärr räcker ovanstående 27 bara tecken till att skriva tal upp till 999. För att skriva tusental återanvändes siffrorna 1-9 (bokstäverna α till θ) med en apostrof före, antingen nertill eller upptill (idag är nertill standard). På detta sätt kunde man beteckna alla tal mellan 1 och 9 999 med endast maximalt fyra bokstäver.
Inte heller detta system räcker för att skriva större tal än så utan att bli tvetydigt. För 10 000 användes därför bokstaven M som var begynnelsebokstaven i det grekiska ordet myrioi eller myriades. Mångfalder av 10 000 skrevs multiplikativt med multiplikatorn före, ovanför eller efter M. Under den klassiska epoken kunde exempelvis talet 21 234 567 skrivas ’BΡΚΓΜ’ΔΦΞΖ.
Talet 87 654 har alltså kunnat skrivas på en mängd olika sätt.
{\displaystyle {\overline {\eta \mathrm {M} _{\prime }\zeta \chi \nu \delta }}\quad {\overset {\eta }{\mathrm {M} }}_{\prime }\zeta \chi \nu \delta \quad \mu ^{\eta }{}_{\prime }\zeta \chi \nu \delta \quad ...}
Multiplikatorn kunde även innehålla flera siffror, som 34 (λδ). Den skrevs även ut för ett, för att visa att det var en myriad, och inte talet 40.
{\displaystyle {\overset {\lambda \delta }{\mathrm {M} }}\quad {\overset {\alpha }{\mathrm {M} }}}
I texter kunde dessutom ordet myriades skrivas ut direkt, som λδ’ μυριάδες.

## Utmärkning av tal i text

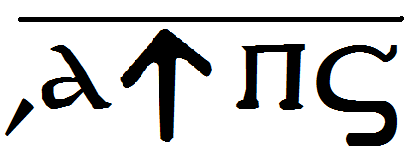
Talet 1986 med joniska siffror i tidig medeltida stil med pilformat sampi samt uncial form av digamma, alternativt stigma.

Eftersom talen med det joniska talbeteckningssystemet använder samma tecken som omkringliggande texter, finns det ett behov av att markera vilka tecken som symboliserar numeriska värden. I princip har två system använts: en apostrof till höger om talet, eller en linje över talet. Under antiken och medeltiden användes främst en linje över talet (15 = ιε), idag är det standard med en apostrof till höger (κεραῖα, keraia; 15 = ιε’). 

## Rationella tal
Innan decimalsystemet slog igenom använde grekerna ett antal olika sätt för att ange reella tal. Alla hade det gemensamt att de endast hanterade rationella tal. Övriga tal avrundades.

### Speciella tecken
Ett fåtal rationella tal hade speciella tecken. Det gällde framför allt 1/2 som skrevs ∠’. Ibland användes även ω’ för 2/3. Dessa tecken kunde kombineras med andra system.

### Enhetsbråk
Den vanligaste formen för rationella tal var addition av enhetsbråk, ett system som hade använts tidigare bland annat i Egypten. Systemet går ut på att ett bråktal skrivs som en summa av andra bråktal. Täljaren i dessa antas vara 1 (ett), så endast nämnaren skrivs ut. 
Exempel med 101 åttondelar respektive talet π (pi):
{\displaystyle {101 \over 8}\ =\ 12{5 \over 8}\ =\ 12+{1 \over 2}+{1 \over 8}\quad \Rightarrow \quad {\overline {\iota \beta }}\,\angle ^{\prime }\,\eta ^{\prime }}
{\displaystyle \pi \ \approx \ {22 \over 7}\ =\ 3{1 \over 7}\quad \Rightarrow \quad {\overline {\gamma }}\;\zeta ^{\prime }}

### Bråk med annan täljare
I undantagsfall har det hänt att bråktalen har angetts med både täljare och nämnare. En riktigare syn är kanske att talen då skrevs som enhetsbråk med en multiplikator. 
{\displaystyle {10 \over 19}\ =\ 10\times {1 \over 19}\quad \Rightarrow \quad {\bar {\iota }}\;\iota \theta ^{\prime }}

### Sexagesimalt talsystem
Inom bland annat astronomin användes ett annat system, det sexagesimala talsystemet, som kom från babylonierna. Det innebar att bråkdelen av tal angavs som ett antal siffror med bas 60.
Ett exempel på hur Klaudios Ptolemaios kunde ange en vinkel i sin bok Almagest:
{\displaystyle 23^{\circ }\,41^{\prime }\,30^{\prime \prime }\ =\ 23+{41 \over 60}+{30 \over {60^{2}}}\ \Rightarrow \ {\overline {\kappa \gamma }}\,\mu \alpha ^{\prime }\,\lambda ^{\prime \prime }\ \Rightarrow \ {\overline {\kappa \gamma }}\,\mu \alpha ^{\prime }\,\angle ^{\prime \prime }}

## Nollan
I och med att de grekiska astronomerna övertog babyloniernas sexagesimala talsystem, så uppstod även ett behov av en nolla. Nollan hade använts några århundraden tidigare i kilskrift (äldsta fyndet från 300-talet f.Kr.). Det är troligen denna som grekerna lånade in under 100-talet e.Kr. Den används för att fylla ut delar av tal som saknas, exempelvis heltals- eller sekunddelen.
Den grekiska nollan ser ut som en liten cirkel med ett långt streck över. Efter hand blir cirkeln större, och strecket allt mindre. Utseendet går då mer och mer mot bokstaven omikron, eller den moderna nollan.
{\displaystyle {\overline {\ \circ \ }}\quad {\overline {o}}\quad o}

## Siffror i modern grekiska

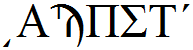
Talet 1986 med joniska siffror i modern stil med versaler. Stigma uppdelat på sigma och tau.

I modern grekiska används i stort sett bara arabiska siffror. Det joniska talbeteckningssystemet används ibland för ordningstal, ungefär som romerska siffror används i Sverige. Till exempel numreras kungar och divisioner i fotbollsligan på detta sätt. Även list- och kapitelnumrering kan ske med joniska siffror. Lagar numreras alltid på detta sätt.
Som regel används versaler i modern grekiska. Gemener kan användas exempelvis i listor, framför allt om det är listor som numreras i flera nivåer. Eftersom detta är vanligt, förstås åtminstone lägre tal allmänt.
Tal följs alltid av en apostrof (κεραῖα). Tusental markeras med en låg apostrof till vänster om siffran. I modern grekiska förekommer så stora tal framför allt för årtal, så det är ovanligt att se andra bokstäver än alfa och beta i denna position.
Inom sentida typografi kan stigma (6) delas upp i sigma och tau. Bruket uppstod när typer saknades för stigma. Idag är stigma och sigma-tau digrafen helt utbytbara.

## Siffror i Unicode
Unicode har haft stöd för det joniska talsystemet länge. Alla siffror ingår i samma block som det normala grekiska alfabetet, och det är vanligt att datorer stöder dem.

### Webbkällor
- Nicholas, Nick (9 april 2005) (på engelska) (HTML). Numerals. Irvine: Thesaurus Linguae Graecae, University of California. https://www.opoudjis.net/unicode/numerals.html. Läst 2 juli 2008[3]
- Nicholas, Nick (18 januari 2004) (på engelska) (HTML). Non-Attic Letters. Irvine: Thesaurus Linguae Graecae, University of California. Arkiverad från originalet den 19 juli 2008. https://web.archive.org/web/20080719010806/http://attalus.tlg.uci.edu/~opoudjis/unicode/nonattic.html. Läst 2 juli 2008[3]
- O'Connor, J J; E F Robertson (januari 2001) (på engelska) (HTML). Greek number systems. St. Andrews, Skottland: School of Mathematics and Statistics, University of St. Andrews. http://www-history.mcs.st-andrews.ac.uk/HistTopics/Greek_numbers.html. Läst 2 juli 2008